# 기생여뀌
기생여뀌(妓生--, 문화어: 향여뀌)는 마디풀과에 딸린 한해살이풀이다. 한국 원산이다.

## 생태
풀 전체에서 향기가 나며, 습한 곳에서 자란다. 줄기는 곧게 서며 높이 40-120cm이고 갈색의 긴 털과 샘털이 많이 난다. 털을 만져보면 끈적거린다. 잎은 어긋나고 난상 피침형이며 끝이 뾰족하고 기부는 잎자루를 이루며, 길이 7-15cm, 너비 1.5-4cm쯤 되며 양면에 선점이 있다. 꽃은 6-9월에 피고 붉은빛이다. 가지 끝과 잎겨드랑이에서 나오는 길이 3-5cm의 이삭꽃차례에 달린다. 열매는 수과로 세모지며 검게 익는다.

## 사진

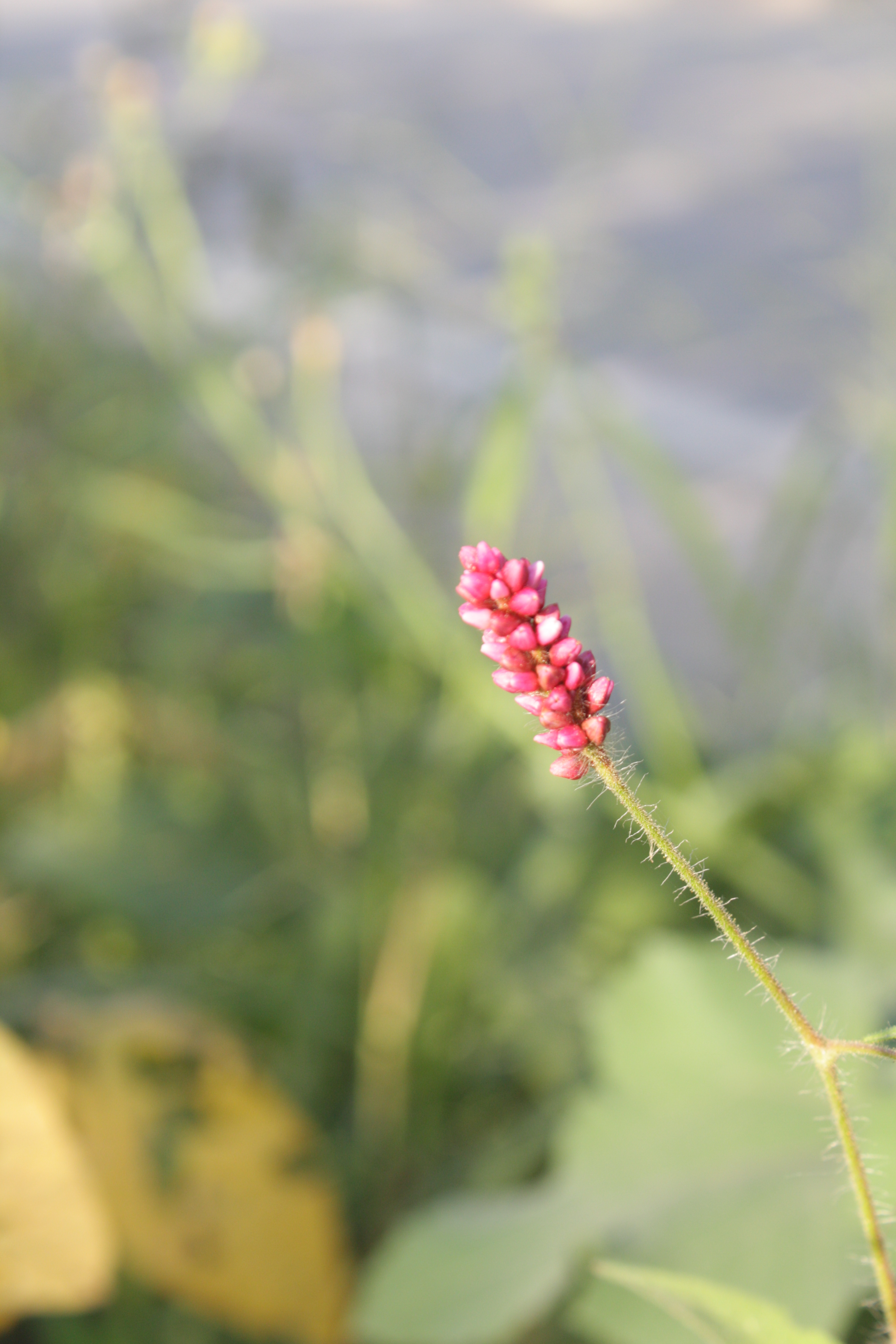
이삭꽃차례
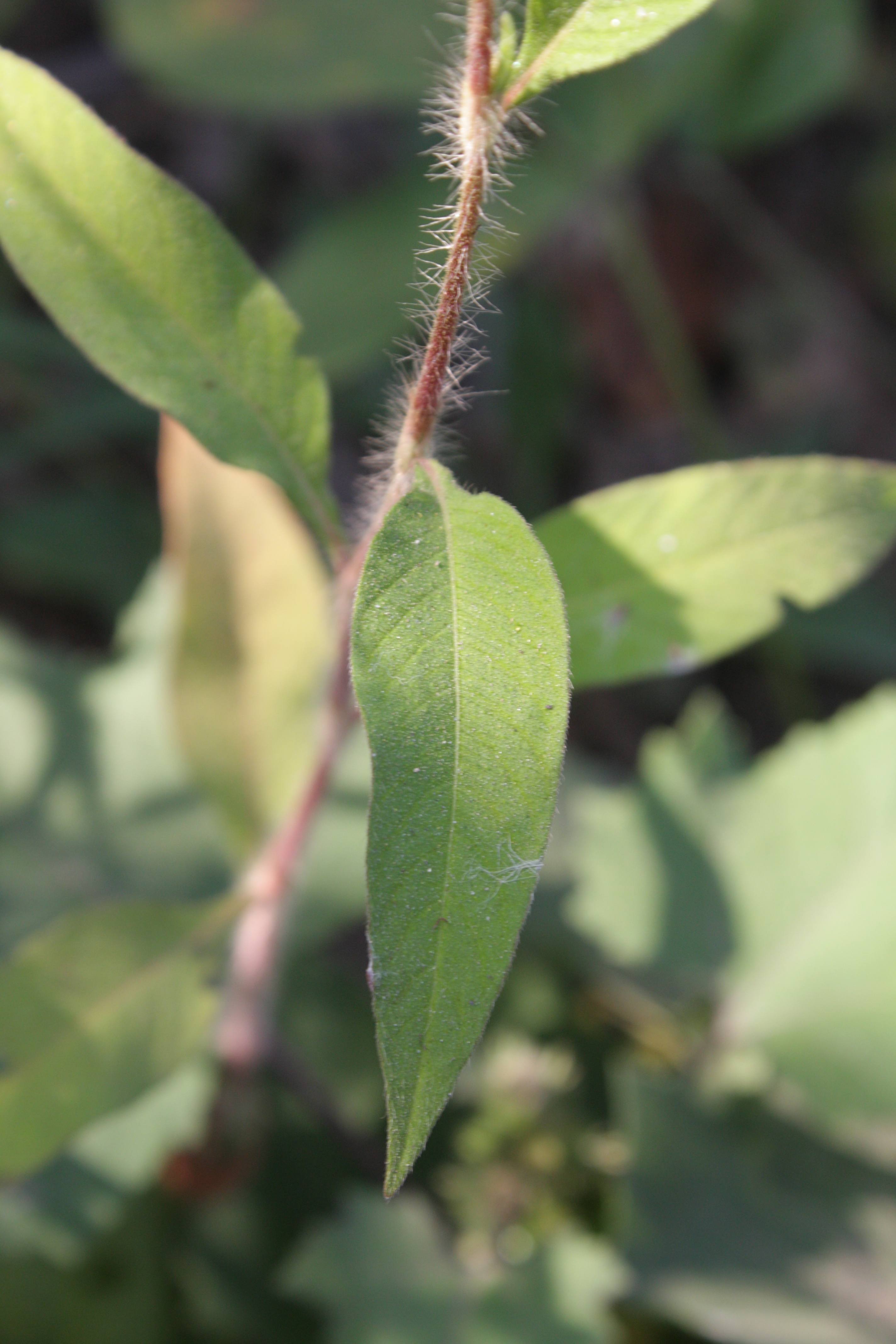
잎

## 참고 문헌
- 고경식; 김윤식 (1988). 《원색한국식물도감》. 아카데미서적.
- 이동혁 (2007). 《오감으로 찾는 우리 풀꽃》. 도서출판 이비컴. ISBN 978-89-89484-57-8.
- 풀베개